# Olimpíada de Matemática da Unicamp
A Olimpíada de Matemática da Unicamp, conhecida também pela sigla OMU (pronuncia-se "ô-mú"), é uma olimpíada de conhecimento matemático realizada anualmente pela Universidade Estadual de Campinas (Unicamp).
Criada em 1985 e subordinada ao Instituto de Matemática, Estatística e Computação Científica da universidade, a OMU possui o objetivo declarado de contribuir para a formação e o desenvolvimento matemático do alunado brasileiro.

## Organização

### Equipes e níveis
A olimpíada é desenvolvida em equipes de três alunos, com três fases ao todo e dois níveis de dificuldade disponíveis: Alfa (6º, 7º, 8º e 9º anos do Ensino Fundamental) e Beta (Ensino Médio).
A OMU é realizada de forma online nas primeiras duas fases, com apenas a terceira e última fase sendo realizada de forma presencial, no campus da universidade.

### Inscrições
A inscrição da equipe na competição pode ser realizada tanto pela professor (ou outro funcionário da instituição) tanto por um dos alunos, por meio do preenchimento de uma ficha de cadastro.
O processo de inscrição é pago, com as equipes de escolas públicas necessitando pagar R$ 60,00 e as equipes de escolas particulares necessitando pagar R$ 195,00. Entretanto, é importante mencionar que os estudantes das instituições públicas que tiverem suas famílias cadastradas no Bolsa Família podem solicitar a isenção da taxa.
Quando o pagamento for aceito e todos os membros da equipe confirmarem sua participação na competição, a inscrição finalmente será confirmada.